# Nord-Aukra kommun
Nord-Aukra kommun (norska: Nord-Aukra kommune) var en kommun i Møre og Romsdal fylke i västra Norge. Kommunen omfattade större delen av nuvarande Aukra kommun samt ett mindre område i den västra delen av nuvarande Molde kommun. Tätorten Aukra utgjorde kommunens centralort.

## Administrativ historik
Nord-Aukra kommun upprättades den 1 januari 1924 när Aukra kommun delades i två och de båda kommunerna Nord-Aukra respektive Sør-Aukra bildades. Kommunen hade 1 677 invånare vid upprättandet.
Den 1 januari 1964 överfördes ett bebott område (Mordals krets med 77 invånare) från Nord-Aukra kommun till Molde kommun.
Den 1 januari 1965, genom kunglig resolution, bytte den återstående delen av kommunen namn från Nord-Aukra kommun till Aukra kommun.